# 아차리야
아차리야(산스크리트어: आचार्य) 또는 아사리(阿闍梨)는 인도 종교와 사회에서 종교 또는 기타 주제와 같은 문제에 대한 교육자이자 전문 강사를 지칭한다. 아차리야는 배운 주제의 이름에 붙은 칭호를 가진 고도로 학식 있는 사람이다. 아차리야는 힌두교, 불교 및 세속적 맥락에서 다른 의미를 갖는다.
아차리야는 때때로 모든 분야의 전문 교사나 학자를 지칭하는 데 사용된다.(예: 바스카라차리야, 전문 수학자)

## 힌두교의 아차리야
힌두교에서 아차리야는 베다와 베당가에서 학위를 취득한 교사 또는 구루의 공식적인 직함이다.
힌두 전통에서 저명한 아차랴는 다음과 같다. :
- 아디 샹카라차랴[3]
- 라마누자차리야[4]
- 마드바차리야[5]
- 님바르카차리야[6]
- 발라바차리야
- 차이타냐 마하프라부
- 아차리야 산디파니

## 불교의 아차리야
불교에서 아차리야(팔리어: ācariya)는 선임 교사 또는 스승을 의미한다. 상좌부 불교에서는 때때로 10안거를 통과한 불교 승려의 호칭으로 사용된다. 태국어로는 아잔으로 불리며 한자로는 아사리(阿闍梨)로 음역된다.
밀교에서 탄트라 마스터는 바즈라차리야(티베트어: dorje lopön; Jp . "kongō ajari" 金剛阿闍梨)로 알려져 있다.

## 자이나교의 아차리야
자이나교에서 아차리야는 자이나교 교단의 최고 지도자이다. 아차리야는 판차-파라메스티(다섯 가지 최고 존재) 중 하나이므로 숭배할 가치가 있다. 그들은 수도원 질서의 최종 권위자이며 새로운 승려들을 안수할 권한이 있다. 그들은 또한 새로운 우상을 봉헌할 권한이 있지만, 이 권한은 때때로 그들이 지정한 학자에게 위임된다.
아차리야는 다른 자이나교 승려와 마찬가지로 차투르마스를 제외하고 방황할 것으로 예상된다. 기관을 이끄는 바탓라카스는 엄밀히 말하면 하급 승려이므로 같은 장소에 머무를 수 있다.

## 수학 또는 과학 분야에서의 아차리야
- 바스카라차리야
- 마하비라차리야
- 바스카라차리야 1세

## 아차리야(학위)
산스크리트어 기관에서 아차리야는 대학원 학위이다.